# 葉上林
葉上林，祖籍：福建省漳州 廣東十三行巨富。
葉上林經營義成行，與潘有度、盧觀恆、伍秉鉴號稱「廣州四大富豪」。在泮塘築有葉家別墅花園，是唯一成功退休的洋行行主。